# Спомен-црква у Лазаревцу
Храм Светог Димитрија је црква са спомен-костурницом у Лазаревцу, изграђена у славу погинулим војницима српске и аустроугарске војске у Колубарској бици. У архитектонско-урбанистичком амбијенту Лазаревца, града са недугом прошлошћу, издваја се овај храм који је, осим својим високим силуетним вредностима, значајан и по својој верској и друштвеној функцији. Знаменито је остварење српске међуратне црквене архитектуре, али и руских градитеља који су емигрирали у Србију због грађанског рата у домовини.

## Изградња и архитектура
Идеја о подизању спомен-цркве са костурницом у Лазаревцу проистекла је из потребе за похрањивањем моштију ратника погинулих у Колубарској бици из 1914. године, на фронтовима око Лазаревца. У циљу реализације ових идеја 1921. године основан је „Одбор за подизање спомен-цркве и костурнице у Лазаревцу“. На његовом челу налазио се печански парох, свештеник Чедомир М. Поповић. Године 1937. Одбор се угасио и формирало се „Друштво за подизање спомен-цркве са костурницом у Лазаревцу“ на чијем је челу био свештеник Боривоје Ђорђевић.
У градитељској традицији 20. века, која се развијала на простору данашњег Лазаревачког округа, доминира тип подужне грађевине са истакнутим звоником на западном прочељу. Спомен-црква у Лазаревцу представља смео искорак који је отворио ново поглавље у црквеном неимарству овог подручја.
Дух историзма јасно је изражен у овом објекту. Дубоко разумевање старих и нових идејно-естетских принципа важан су сегмент у сагледавању историјско-уметничког значаја лазаревачке спомен-цркве са костурницом. Лазаревачка спомен-црква са костурницом је инспирисана црквом манастира Ваведења на београдском Сењаку.
Лазаревачки храм је саграђен по пројекту руског емигранта архитекте Ивана Афанасјевича Рика, између 1938. и 1941. године. Има основу у облику уписаног крста развијеног типа. На пресеку кракова крста уздиже се главна купола, док се над краковима крста уздижу и четири мање куполе. Једна купола уздиже се и над западним прочељем и у њу је смештен звоник. Пошто планом нису биле предвиђене певничке апсиде црква има наглашену подужност волумена. Кроз две уске монофоре отворене на западном зиду не допире довољно светлости у унутрашњост припрате, тако да главни извор светлости долази са супротне стране из наоса, али је и поред тога припрата у одређеним деловима дана недовољно осветљена. За разлику од ње, наос је добро осветљен захваљујући низовима куполних прозора и прозорским отворима у виду трифоре и две монофоре на бочним зидовима.

## Значај
Оно што овај објекат чини особеним поред његових архитектонских вредности јесте и јединствена меморијална функција. У црквеној крипти је похрањено око 37 m³ посмртних остатака српских и непријатељских војника који су погинули у Колубарској бици 1914. године. Крипта је адаптирана тек између 1961 и 1964. године под руководством арх. Д. Ст. Павловића. Простор крипте је тада подељен у три целине. Прва целина лоцирана је у западни, друга у средишњи, а трећа у источни део крипте. Главни улаз у крипту отворен је на северном зиду западне целине. Њихове површине су попуњене посебним плочама на којима су уклесани основни подаци о Колубарској бици и значајне појединости и дати ефикасни визуелни прикази бојишта на којима је вођена Колубарска битка, распоред српских и непријатељских снага у одређеним фазама битке, прикази пробоја и правци гоњења непријатеља. У посебне рамове су уграђене и рељефне плоче. Оне на креативан начин илуструју појединости везане за Колубарску битку и рад су вајара Михаила Томића. У зидну масу источне стране уклесан је текст. У плитком рељефу изведене су силуетне фигуре српских војника, сељака и сељанки у народној ношњи. С обзиром на гробну функцију овог простора зидни преграци костурнице изнад саркофага оплемењени су декоративном оплатом од црвеног мермера, а на свакој страни је уграђена по 21 црна мермерна плоча са уписаним армијским пуковима; на северном I Армије команданта генерала Живојина Мишића, на источном II Армије команданта војводе Степана Степановића, а на јужном зиду III Армије команданта генерала Павла Јуришића-Штурма и Ужичке војске команданта генерала Вукомана Арачића. У ниши источне целине је смештена скулптура војника. На листу споменика културе од „изузетног значаја“ овај објекат је уврштен 1966. године.
Црквени иконостас је 1940. године осликао истакнути руски емигрант сликар Пимен Софронов. Тада је било предвиђено да исти живовопише цркву, али се ово није могло остварити услед избијања Другог светског рата. Црква је живописана тек у последњој деценији 20. и првој половини 21. века.
Подигнута на самом истеку међуратног доба, спомен-црква са костурницом у Лазаревцу је стилски јединствено и препознатљиво дело. Она је уз Цркву Светог Ђорђа на Опленцу најмонументалнији меморијал који је подигнут на просторима некадашње Краљевине Југославије, што јој даје посебан значај.
Сматра се да је овде сахрањено око 40 хиљада српских и аустроугарских војника.